# La Unión (Antioquia)
La Unión ist eine Gemeinde (municipio) im Departamento Antioquia in Kolumbien.

## Geographie
La Unión liegt in der Subregion Oriente Antioqueño in Antioquia auf einer Höhe von 2500 m ü. NN 57 km von Medellín entfernt und hat eine Jahresdurchschnittstemperatur von 13 °C. Die Gemeinde hat eine Ausdehnung von 198 km² und grenzt im Norden an La Ceja und El Carmen de Viboral, im Osten an El Carmen del Viboral, im Süden an Sonsón und Abejorral und im Westen an La Ceja.

## Bevölkerung
Die Gemeinde La Unión hat 23.094 Einwohner, von denen 14.697 im städtischen Teil (cabecera municipal) der Gemeinde leben (Stand: 2022).

## Geschichte
Am 28. November 2016 verunglückte in La Unión ein Flugzeug des Typs BAe 146 auf dem LaMia-Flug 2933 ab, wobei fast die gesamte Profimannschaft des Fußballvereins Chapecoense ums Leben kam.

## Wirtschaft
Die wichtigsten Wirtschaftszweige von La Unión sind Landwirtschaft, Rinderproduktion und Bergbau.